# Alessandro di Lippe
Alessandro di Lippe (Detmold, 16 gennaio 1831 – Donndorf, 13 gennaio 1905) fu l'ultimo principe di Lippe appartenente alla linea dei Lippe-Detmold.

## Biografia
Alessandro nacque a Detmold, settimo figlio di Leopoldo II di Lippe (1796-1851) e della principessa Emilia di Schwarzburg-Sondershausen (1800-1867). Ascese al trono del principato di Lippe il 20 marzo 1895 a seguito della morte del fratello Valdemaro. Il principe Adolfo di Schaumburg-Lippe venne però immediatamente nominato reggente del principato, in quanto Alessandro soffriva di disturbi mentali e non era in grado di governare.
Nel 1897, per decisione di una commissione retta dal re Alberto di Sassonia, il principe Adolfo venne rimpiazzato dal conte Ernesto Casimiro di Lippe-Biesterfeld (1842-1904). Ernesto resse il governo come reggente sino alla propria morte, avvenuta nel 1904; il figlio di Ernesto, Leopoldo di Lippe-Biesterfeld, venne nominato successore del padre e governò come reggente sino alla morte del principe Alessandro a Sankt Gilgenberg, il 13 gennaio 1905, fatto che portò all'estinzione della linea dei Lippe-Detmold, con il conte Leopoldo di Lippe-Biesterfeld che gli succedette come principe di Lippe.

## Ascendenza
|                                                          |                                                        |                                                           | Genitori                                                 |  |  | Nonni |  |  | Bisnonni                           |  |  | Trisnonni                                 |  |
|                                                          |                                                        |                                                           |                                                          |  |  |       |  |  | 8. Simone Augusto di Lippe-Detmold |  |  | 16. Simone Enrico Adolfo di Lippe-Detmold |  |
|                                                          |                                                        |                                                           |                                                          |  |  |       |  |  | 8. Simone Augusto di Lippe-Detmold |  |  | 16. Simone Enrico Adolfo di Lippe-Detmold |  |
|                                                          |                                                        | 17. Giovanna Guglielmina di Nassau-Idstein                |                                                          |  |  |       |  |  | 8. Simone Augusto di Lippe-Detmold |  |  |                                           |  |
| 4. Leopoldo I di Lippe                                   |                                                        |                                                           |                                                          |  |  |       |  |  | 8. Simone Augusto di Lippe-Detmold |  |  |                                           |  |
|                                                          |                                                        | 9. Maria Leopoldina di Anhalt-Dessau                      | 18. Leopoldo II di Anhalt-Dessau                         |  |  |       |  |  |                                    |  |  |                                           |  |
|                                                          |                                                        | 9. Maria Leopoldina di Anhalt-Dessau                      | 18. Leopoldo II di Anhalt-Dessau                         |  |  |       |  |  |                                    |  |  |                                           |  |
|                                                          |                                                        | 9. Maria Leopoldina di Anhalt-Dessau                      | 19. Gisella Agnese di Anhalt-Köthen                      |  |  |       |  |  |                                    |  |  |                                           |  |
| 2. Leopoldo II di Lippe                                  |                                                        | 9. Maria Leopoldina di Anhalt-Dessau                      |                                                          |  |  |       |  |  |                                    |  |  |                                           |  |
|                                                          |                                                        | 10. Federico Alberto di Anhalt-Bernburg                   | 20. Vittorio Federico di Anhalt-Bernburg                 |  |  |       |  |  |                                    |  |  |                                           |  |
|                                                          |                                                        | 10. Federico Alberto di Anhalt-Bernburg                   | 20. Vittorio Federico di Anhalt-Bernburg                 |  |  |       |  |  |                                    |  |  |                                           |  |
|                                                          |                                                        | 10. Federico Alberto di Anhalt-Bernburg                   | 21. Albertina di Brandeburgo-Schwedt                     |  |  |       |  |  |                                    |  |  |                                           |  |
| 5. Paolina di Anhalt-Bernburg                            |                                                        | 10. Federico Alberto di Anhalt-Bernburg                   |                                                          |  |  |       |  |  |                                    |  |  |                                           |  |
|                                                          |                                                        | 11. Luisa Albertina di Schleswig-Holstein-Sonderburg-Plön | 22. Federico Carlo di Schleswig-Holstein-Sonderburg-Plön |  |  |       |  |  |                                    |  |  |                                           |  |
|                                                          |                                                        | 11. Luisa Albertina di Schleswig-Holstein-Sonderburg-Plön | 22. Federico Carlo di Schleswig-Holstein-Sonderburg-Plön |  |  |       |  |  |                                    |  |  |                                           |  |
|                                                          |                                                        | 11. Luisa Albertina di Schleswig-Holstein-Sonderburg-Plön | 23. Cristiana Irmingarda di Reventlow                    |  |  |       |  |  |                                    |  |  |                                           |  |
| 1. Alessandro di Lippe                                   |                                                        | 11. Luisa Albertina di Schleswig-Holstein-Sonderburg-Plön |                                                          |  |  |       |  |  |                                    |  |  |                                           |  |
|                                                          | 12. Cristiano Günther III di Schwarzburg-Sondershausen | 24. Augusto di Schwarzburg-Sondershausen                  |                                                          |  |  |       |  |  |                                    |  |  |                                           |  |
|                                                          | 12. Cristiano Günther III di Schwarzburg-Sondershausen | 24. Augusto di Schwarzburg-Sondershausen                  |                                                          |  |  |       |  |  |                                    |  |  |                                           |  |
|                                                          | 12. Cristiano Günther III di Schwarzburg-Sondershausen | 25. Carlotta Sofia di Anhalt-Bernburg                     |                                                          |  |  |       |  |  |                                    |  |  |                                           |  |
| 6. Günther Federico Carlo I di Schwarzburg-Sondershausen | 12. Cristiano Günther III di Schwarzburg-Sondershausen |                                                           |                                                          |  |  |       |  |  |                                    |  |  |                                           |  |
|                                                          |                                                        | 13. Carlotta Guglielmina di Anhalt-Bernburg               | 26. Vittorio Federico di Anhalt-Bernburg (= 20)          |  |  |       |  |  |                                    |  |  |                                           |  |
|                                                          |                                                        | 13. Carlotta Guglielmina di Anhalt-Bernburg               | 26. Vittorio Federico di Anhalt-Bernburg (= 20)          |  |  |       |  |  |                                    |  |  |                                           |  |
|                                                          |                                                        | 13. Carlotta Guglielmina di Anhalt-Bernburg               | 27. Albertina di Brandeburgo-Schwedt (= 21)              |  |  |       |  |  |                                    |  |  |                                           |  |
| 3. Emilia di Schwarzburg-Sondershausen                   |                                                        | 13. Carlotta Guglielmina di Anhalt-Bernburg               |                                                          |  |  |       |  |  |                                    |  |  |                                           |  |
|                                                          |                                                        | 14. Federico Carlo di Schwarzburg-Rudolstadt              | 28. Luigi Günther II di Schwarzburg-Rudolstadt           |  |  |       |  |  |                                    |  |  |                                           |  |
|                                                          |                                                        | 14. Federico Carlo di Schwarzburg-Rudolstadt              | 28. Luigi Günther II di Schwarzburg-Rudolstadt           |  |  |       |  |  |                                    |  |  |                                           |  |
|                                                          |                                                        | 14. Federico Carlo di Schwarzburg-Rudolstadt              | 29. Sofia Enrichetta di Reuss-Untergreiz                 |  |  |       |  |  |                                    |  |  |                                           |  |
| 7. Carolina di Schwarzburg-Rudolstadt                    |                                                        | 14. Federico Carlo di Schwarzburg-Rudolstadt              |                                                          |  |  |       |  |  |                                    |  |  |                                           |  |
|                                                          |                                                        | 15. Federica Augusta di Schwarzburg-Rudolstadt            | 30. Giovanni Federico di Schwarzburg-Rudolstadt          |  |  |       |  |  |                                    |  |  |                                           |  |
|                                                          |                                                        | 15. Federica Augusta di Schwarzburg-Rudolstadt            | 30. Giovanni Federico di Schwarzburg-Rudolstadt          |  |  |       |  |  |                                    |  |  |                                           |  |
|                                                          |                                                        | 15. Federica Augusta di Schwarzburg-Rudolstadt            | 31. Bernardina Cristiana di Sassonia-Weimar              |  |  |       |  |  |                                    |  |  |                                           |  |
|                                                          |                                                        | 15. Federica Augusta di Schwarzburg-Rudolstadt            |                                                          |  |  |       |  |  |                                    |  |  |                                           |  |